# Aldehuela de la Bóveda
Aldehuela de la Bóveda là một đô thị ở tỉnh Salamanca, phía tây Tây Ban Nha, cộng đồng tự trị Castile-Leon. Đô thị này có cự ly 35 kilômét so với tỉnh lỵ Salamanca và có dân số 344 người. Đô thị này có diện tích 70,65 km².
Khu vực này có độ cao 792 mét trên mực nước biển.